# Trois Refuges
Les Trois Refuges (sanskrit : त्रिशरणा, IAST : triśaraṇā (« trois refuges ou abris, protections ou points d'appui») ; Pali : tisaraṇa) sont la prise successive de refuge dans chacun des Trois joyaux qui sont au cœur de la pratique bouddhiste, à savoir le Bouddha (l'éveillé), le Dharma (enseignement du bouddha) et le Sangha (communauté bouddhiste), en lesquels les bouddhistes cherchent refuge pour échapper aux souffrances du samsâra.  
C'est par la « prise des trois refuges » que l'on devient bouddhiste, au cours d'une cérémonie durant laquelle le postulant récite une formule dans laquelle il affirme chercher protection et refuge dans chacun des trois joyaux. Cette prise de refuge est donc une des pratiques rituelles fondamentales du bouddhisme. En « prenant refuge » dans les Trois joyaux, on accepte leur valeur et les règles de vie qui s'ensuivent, et on adhère ainsi à la communauté et à l'enseignement bouddhiques. Cela se fait en général au cours d'une cérémonie conduite par le maître ou l'abbé d'un monastère; durant celle-ci, les pratiquants récitent trois fois la formule de prise de refuge, et cela afin de gagner l'éveil qui libère définitivement de la souffrance. Par ailleurs, la prise de refuge est régulièrement renouvelée à différentes occasions de la vie monastique, ainsi qu'au cours de nombreuses cérémonies publiques. 
Sous la forme de la prise de refuge, on a ainsi une des pratiques rituelles fondamentales du bouddhisme. Elle est nécessaire pour devenir bouddhiste laïc (upāsaka). Ce rite est répété lors de l'entrée dans la vie monastique.  
Les premiers à avoir pris refuge (dans le Bouddha et le Dharma — la Sangha n'existant pas encore) furent les marchands Trapusa et Bahalika.   

## Le refuge dans les textes
Le bouddha, le dharma (enseignement du bouddha) et le sangha (communauté bouddhiste) constituent les Trois Refuges que les personnes qui souhaitent intimement se libérer des souffrances de la réincarnation et devenir finalement bouddha doivent prendre comme protection et guide. Cette notion est mentionnée dans le Dhammapada, aux versets 190-192 : 

« Mais qui trouve refuge dans le Bouddha, la Loi et l'Assemblée, voit avec une pénétration correcte les Quatre nobles vérités : / La douleur, la cause de la douleur, le dépassement de la douleur et le noble octuple chemin qui apaise la douleur. / Tel est le refuge tranquille, le refuge suprême, le refuge, qui, atteint, libère de la douleur. »

Penser aux Trois joyaux est le meilleur moyen pour les moines de vaincre les craintes: c'est ce qui ressort de plusieurs textes, parmi lesquels le bref Sutra sur la pointe de l'étendard (sanscrit: « Dhvajâgra sûtra », pâli: « Dhajagga sutta ») , , consacré au secours que les moines trouveront dans les Trois joyaux. Le Bouddha leur recommande, s'ils sont pris de « crainte, tremblement ou horreur » de penser à lui, au Dharma et au Sangha, car alors « la crainte, le tremblement ou l'effroi n'existeront plus. ». 
Les Trois joyaux viennent d'ailleurs en tête d'une liste de dix éléments que le disciple est appelé à se remémorer et sur lesquels il méditera. Suivent donc les trois refuges les règles de moralité, le don, les divinités, le souffle inspiré et expiré, la mort, les éléments corporels, la tranquillité.
On a parfois aussi D'autre part, le grand commentateur Buddhaghosa (Ve siècle), reprend les éléments de cette remémoration dans son célèbre Chemin de la Pureté. Les trois refuges sont les premiers d'une liste de six remémorations dont l'auteur commente à chaque fois mot à mot la formulation,. 

## La cérémonie de prise de refuge
Cette triple récitation a été une des premières manières d'adhérer à la communauté bouddhiste. Elle a d'abord concerné les moines itinérants, avant de s'étendre aux différents niveaux du clergé et des laïcs. Le rituel peut varier selon le niveau que le pratiquant atteint dans la hiérarchie cléricale mais quel qu'il soit, à chaque fois on récite la formule des Trois Refuges. On ne sait pas vraiment si, à l'époque moderne, cette formule a été reprise dans des mouvements de conversion comme celui lancé en Inde par Ambedkar. Toutefois, sa récitation est régulièrement associée aux événements religieux et aux cérémonies dans l'ensemble du monde bouddhiste, car elle est manière d'attester son appartenance à la communauté bouddhiste, elle est souvent récitée lors de diverses cérémonies. 
Dans la pratique, lors de la cérémonie de prise de refuge se fait sous la conduite d'un membre du sangha monastique ou d'un maître du Mahâyâna ou du Vajrayâna. En principe, la personne qui prend refuge est à genoux et récite trois fois la formule, après quoi l'officiant lui coupe une mèche de cheveux, afin de marquer le renoncement au samsâra et la volonté d'embrasser le Dharma, et lui donne un nom du Dharma. En outre, cette récitation est souvent suivie par la récitation (avec ou sans commentaires de la part de l'abbé) de préceptes de base du bouddhisme, en particulier les cinq préceptes (ne pas tuer, ne pas voler, ne pas mentir...).  

## La formule des Trois Trésors

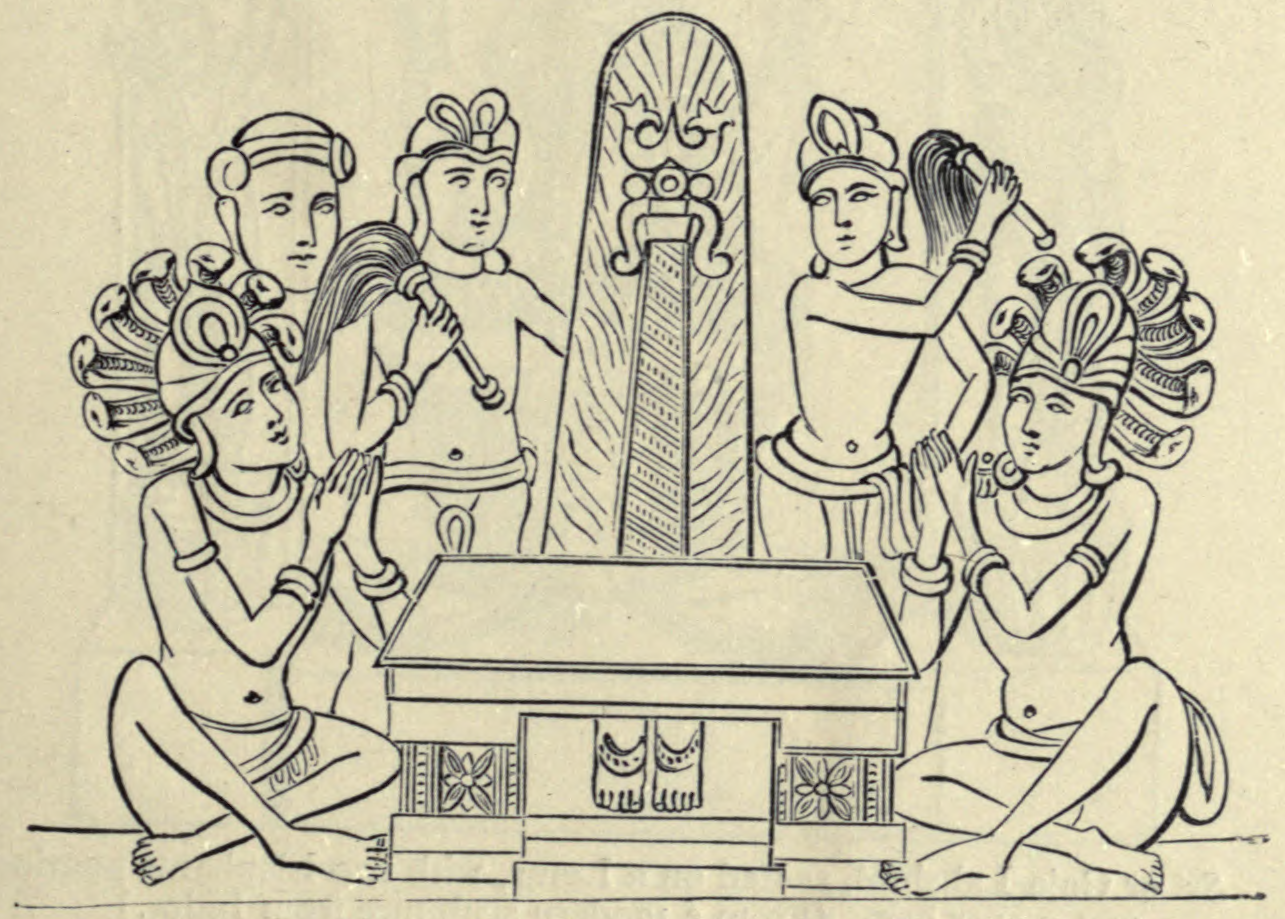
Naga vénérant les Trois joyaux (sous forme du trident au sommet du monument). Tiré de James Ferguson, History of Indian and Eastern Architecture, Vol 1, 1910

L'énoncé de cette formule présente certaines différences selon les écoles bouddhistes. Mais d'une manière générale, on prend refuge une fois dans le Bouddha, puis une fois dans le Sangha et enfin une fois dans le Dharma, et on récite cela trois fois.  

### Theravâda
Dans la tradition Theravāda, la formule est la suivante : Buddhaṃ saraṇaṃ gacchāmi : « Je vais vers le Bouddha comme refuge. » Dhammaṃ saraṇaṃ gacchāmi : « Je vais vers le Dharma comme refuge. » Saṅghaṃ saraṇaṃ gacchāmi : « Je vais vers le Sangha comme refuge. »
Ces trois phrases sont récitées encore deux fois à l'identique, en ajoutant simplement « une deuxième fois » : Dutiyampi buddhaṃ... : « Une deuxième fois, je vais vers le Bouddha... » ; etc.; puis « une troisième fois » : Tatiyampi buddhaṃ... : « Une troisième fois, je vais... » ; etc. 

### Mahāyāna
À côté de cette formulation, on peut trouver dans la tradition Mahāyāna une version un peu plus longue. Ainsi, dans le zen sôtô, outre le San kie mon (三歸依文),  version récitée lors de la cérémonie de la prise des préceptes, on a le San kirai mon (japonais:  三歸禮文) qui en est une expression développée : 

« Je prends refuge dans le Bouddha en priant pour que tous les êtres sensibles comprennent profondément la grande voie et affichent la plus ferme détermination » ; « Je prends refuge dans le Dharma en priant pour que tous les êtres sensibles étudient en profondeur cet océan de sagesse qu'est le canon des Écritures » ; « Je prends refuge auprès du Sangha en priant pour que tous les êtres sensibles se comprennent mutuellement et que la grande assemblée ne rencontre pas d'obstacle.) »

### Bouddhisme tibétain
La formule pour la tradition tibétaine présente une version relativement différente[réf. nécessaire] :

« 1a. « Dans le Bouddha, le Dharma et le Sangha, » 1b. « Jusqu'à l'Éveil, j'entre en refuge. » / 2a. « Par les bienfaits des dons et des perfections, » 2b. « Que j'atteigne l'Éveil pour le bien de tous les êtres ! » »

## Niveaux de refuge

### Bouddhisme tibétain
Dans le bouddhisme tibétain, Atisha (XIe siècle), dans La Lampe pour la voie de l’éveil, ainsi que dans la tradition ultérieure de Lam Rim, développée par Tsongkhapa, distinguent cinq niveaux de refuge, selon le domaine (ou « étendue ») sur lequel porte l’aspiration du pratiquant. 
Dans l'étendue mondaine, on va en  refuge pour améliorer sa vie – sans que l’on soit nécessairement bouddhiste, puisque « pour aller parfaitement en refuge il nous faut au moins être motivé par un souci pour le bien-être dans les vies futures »). Dans l'étendue initiale, on va en refuge pour atteindre une renaissance supérieure en tant qu’être humain ou que dieu, et pour éviter de renaître dans les royaumes inférieurs des animaux, des êtres avides, ou des êtres en enfer. Dans l'étendue intermédiaire, on va en refuge pour réaliser la libération. Dans la grande étendue, on prend refuge pour réaliser l’éveil et devenir bouddha pour le bien de tous les êtres sensibles. L'étendue supérieure est aussi parfois incluse. Elle consiste à aller en refuge pour atteindre la bouddhéité dans cette vie même (en utilisant des techniques du bouddhisme tantrique).

### Bouddhisme contemporain
On trouve dans l'ouvrage Prendre refuge du maître anglais contemporain Sangharakshita, une autre distinction entre ces niveaux de la prise de  refuge. Selon Sangharakshita, vient d'abord le Refuge ethnique — nous sommes nés dans une culture bouddhiste et la pratique est plus ou moins une question de conditionnement social plutôt que d’engagement personnel. Ensuite, le Refuge effectif — la décision consciente a été prise de s’engager dans les Trois refuges, essentiellement en prenant les vœux de moine ou nonne bouddhiste. Après quoi vient le Refuge réel — les trois premières entraves de l’existence conditionnée sont brisées, et ainsi on entre dans le courant. Finalement vient le Refuge absolu, c'est-à-dire l’éveil.